# موتورهای بهزادی گاوداری حیدرآباد
موتورهای بهزادی گاوداری حیدرآباد یک منطقهٔ مسکونی در ایران است که در دهستان حور واقع شده‌است. موتورهای بهزادی گاوداری حیدرآباد ۵۰ نفر جمعیت دارد.